# LeLouis Courchesne
Pour les articles homonymes, voir Courchesne.
 (mars 2024).
La mise en forme du texte ne suit pas les recommandations de Wikipédia : il faut le « wikifier ».
Les points d'amélioration suivants sont les cas les plus fréquents :
- Les titres sont pré-formatés par le logiciel. Ils ne sont ni en capitales, ni en gras.
- Le texte ne doit pas être écrit en capitales (les noms de famille non plus), ni en gras, ni en italique, ni en « petit »…
- Le gras n'est utilisé que pour surligner le titre de l'article dans l'introduction, une seule fois.
- L'italique est rarement utilisé : mots en langue étrangère, titres d'œuvres, noms de bateaux, etc.
- Les citations ne sont pas en italique mais en corps de texte normal. Elles sont entourées par des guillemets français : « et ».
- Les listes à puces sont à éviter, des paragraphes rédigés étant largement préférés. Les tableaux sont à réserver à la présentation de données structurées (résultats, etc.).
- Les appels de note de bas de page (petits chiffres en exposant, introduits par l'outil «  Source ») sont à placer entre la fin de phrase et le point final[comme ça].
- Les liens internes (vers d'autres articles de Wikipédia) sont à choisir avec parcimonie. Créez des liens vers des articles approfondissant le sujet. Les termes génériques sans rapport avec le sujet sont à éviter, ainsi que les répétitions de liens vers un même terme.
- Les liens externes sont à placer uniquement dans une section « Liens externes », à la fin de l'article. Ces liens sont à choisir avec parcimonie suivant les règles définies. Si un lien sert de source à l'article, son insertion dans le texte est à faire par les notes de bas de page.
- La présentation des références doit suivre les conventions bibliographiques. Il est recommandé d'utiliser les modèles {{Ouvrage}}, {{Chapitre}}, {{Article}}, {{Lien web}} et/ou {{Bibliographie}}. Le mode d'édition visuel peut mettre en forme automatiquement les références.
- Insérer une infobox (cadre d'informations à droite) n'est pas obligatoire pour parachever la mise en page.

Pour une aide détaillée, merci de consulter Aide:Wikification.
Si vous pensez que ces points ont été résolus, vous pouvez retirer ce bandeau et améliorer la mise en forme d'un autre article.
LeLouis Courchesne (né Louis Courchesne, le 24 avril 1982 à Drummondville) est un comédien, scénariste, humoriste et improvisateur québécois. Joueur multi-étoilé de la Ligue nationale d'improvisation et champion toute catégorie de la ligue Punch Club, il s'est fait connaître notamment par sa participation aux émissions humoristiques SNL Québec et Club Soly.

## Biographie
Originaire de Drummondville, LeLouis Courchesne fréquente le Cégep de Saint-Hyacinthe en théâtre, où il rejoint la ligue d’improvisation de l'établissement scolaire. En 2001, il est diplômé de l'École nationale de l’humour en création humoristique,.
En 2011, il fait son entrée à la Ligue nationale d'improvisation (LNI) où il remporte le Trophée Pierre-Curzi de la Recrue de l’année. Entre 2012 et 2022, il remporte plusieurs prix et trophées de la LNI, dont le trophée Beaujeu du Joueur le plus étoilé, trophée Robert-Gravel du Champion Compteur, la coupe Antidote de la meilleure utilisation de la langue française, deux prix du public et deux Coupes charades. Il participe également à d’autres productions du Théâtre de la LNI, dont La LNI s’attaque aux classiques, La LNI s’attaque au cinéma, La LNI tue la une! et la websérie Focalisation zéro.
LeLouis Courchesne est l'un des auteurs de la série Camping de l’Ours où il joue le rôle de Sylvain, une production du Groupe Fair-Play et diffusée à Vrak en 2015 et 2016. En 2016 et 2017, il est chroniqueur et barista à l'émission Entrée principale sur ICI Radio-Canada Télé. En 2021 il est l'une des membres de la série télévisée québécoise de comédie à sketchs, le Club Soly, nommée au Gala Les Olivier. En 2023, il est participant à la troisième saison de Big Brother Célébrités sur la chaîne Noovoo.
Courchesne adopte le prénom « LeLouis » lors de son adhésion à l'Union des artistes car un autre membre porte le nom de Louis Courchesne,.

## Carrière

### Télévision
- 2008 : En route vers mon premier gala Juste pour rire, finaliste
- 2012-2015 : GROStitres
- 2014 : SNL Québec
- 2015 : Le Nouveau Show
- 2015–2016 : Camping de l'ours (Sylvain, Vrak)
- 2016-2017 : Entrée principale (chroniqueur et barista, ICI Radio-Canada Télé.
- 2017 : Web Thérapie, saison 3 (Yannick Potvin, TV5)
- 2020-2021 : Rue King (LeLouis, TVA)
- 2021 : Les Doubleurs (ICI TOU.TV)
- 2021 : Club Soly
- 2022 : Contre-Offre, saison 2 (Yan, Noovo)
- 2023 : Big Brother Célébrités, Québec, saison 3 (Noovo)

### Web série
- 2021 : Focalisation zéro, Théâtre de la LNI

### Scénarisation et auteur
- 2014 : SNL Québec, auteur
- 2021 : La soirée mammouth 2022
- 2021 : Club Soly
- 2024 : La prophétie des sept royaumes (plus un plus petit)[13]

## Récompenses et nominations
- 2011 : Trophée Pierre-Curzi de la Recrue de l’année à la LNI
- 2012 : Prix du public à la LNI
- 2012 : Trophée Beaujeu du Joueur le plus étoilé à la LNI
- 2013 : Trophée Robert-Gravel du Champion Compteur à la LNI
- 2014 : Prix du public à la LNI
- 2019 : Coupe charade à la LNI
- 2019 : La soirée mammouth 2019, Prix Gémeaux, meilleur texte jeunesse
- 2020 : La coupe Antidote de la meilleure utilisation de la langue française
- 2022 : Club Soly, nomination pour meilleure série humoristique
- 2022 : nomination au gala Les Olivier dans la catégorie «texte de l’année : capsule ou sketch télé/web humoristique»
- 2022 : Punch Club, nomination pour meilleure série humoristique
- 2022 : Coupe charade à la LNI